# William B. Leeds Jr
Pour les articles homonymes, voir Leeds (homonymie).
William Bateman Leeds Junior est né le 19 décembre 1902 à New York, aux États-Unis, et mort le 31 décembre 1971 à Wintsberg Peak, sur l'île de Saint-Thomas, dans les îles Vierges américaines. C'est un multi-millionnaire et un philanthrope américain, brièvement impliqué dans l'« affaire Anna Anderson » en 1928.

## Famille

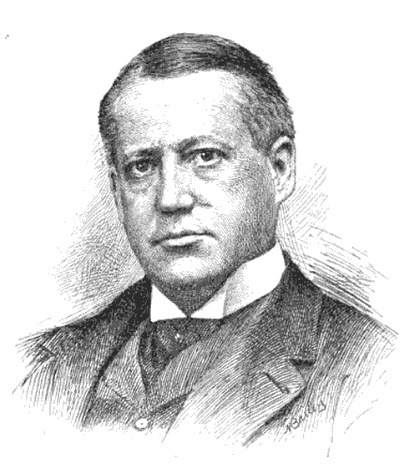
William B. Leeds Sr.

William B. Leeds Jr est le fils unique de William B. Leeds Sr (1861-1908), surnommé « le roi de l'étain », et de son épouse Nonnie May « Nancy » Stewart (1878-1923) devenue, après son troisième mariage, la princesse Anastasia de Grèce. 
Le 19 octobre 1921, William B. Leeds Jr épouse, à Paris, la princesse Xenia Georgievna de Russie (1903-1965), fille du grand-duc Georges Mikhaïlovitch de Russie (1863-1919) et de son épouse la princesse Marie de Grèce (1876-1940). De ce mariage naît une fille :
- Nancy Leeds (1925-2006)[1] qui épouse, le 22 décembre 1945, Edward Judson Wynkoop Jr (1917-2009)[2]. De ce mariage naît une fille :
  - Alexandra Wynkoop (1959).

Divorcé en 1930, William B. Leeds Jr se remarie, le 1er juin 1936, à Olive Hamilton (1913-1988).

## Biographie
William B. Leeds Jr. passe son enfance au no 987 de la cinquième avenue, à New York. Orphelin de père à l'âge de six ans, il hérite d'une importante fortune, estimée entre 30 et 40 millions de dollars de l'époque. L'enfant déménage alors à Montclair, dans le New Jersey. Inscrit dans une école prestigieuse, William B. Leeds Jr. est alors placé sous la garde d'une armada de domestiques, tandis que sa mère part s'installer à Londres, où elle reçoit rapidement le surnom de « Dollar Princess »,.

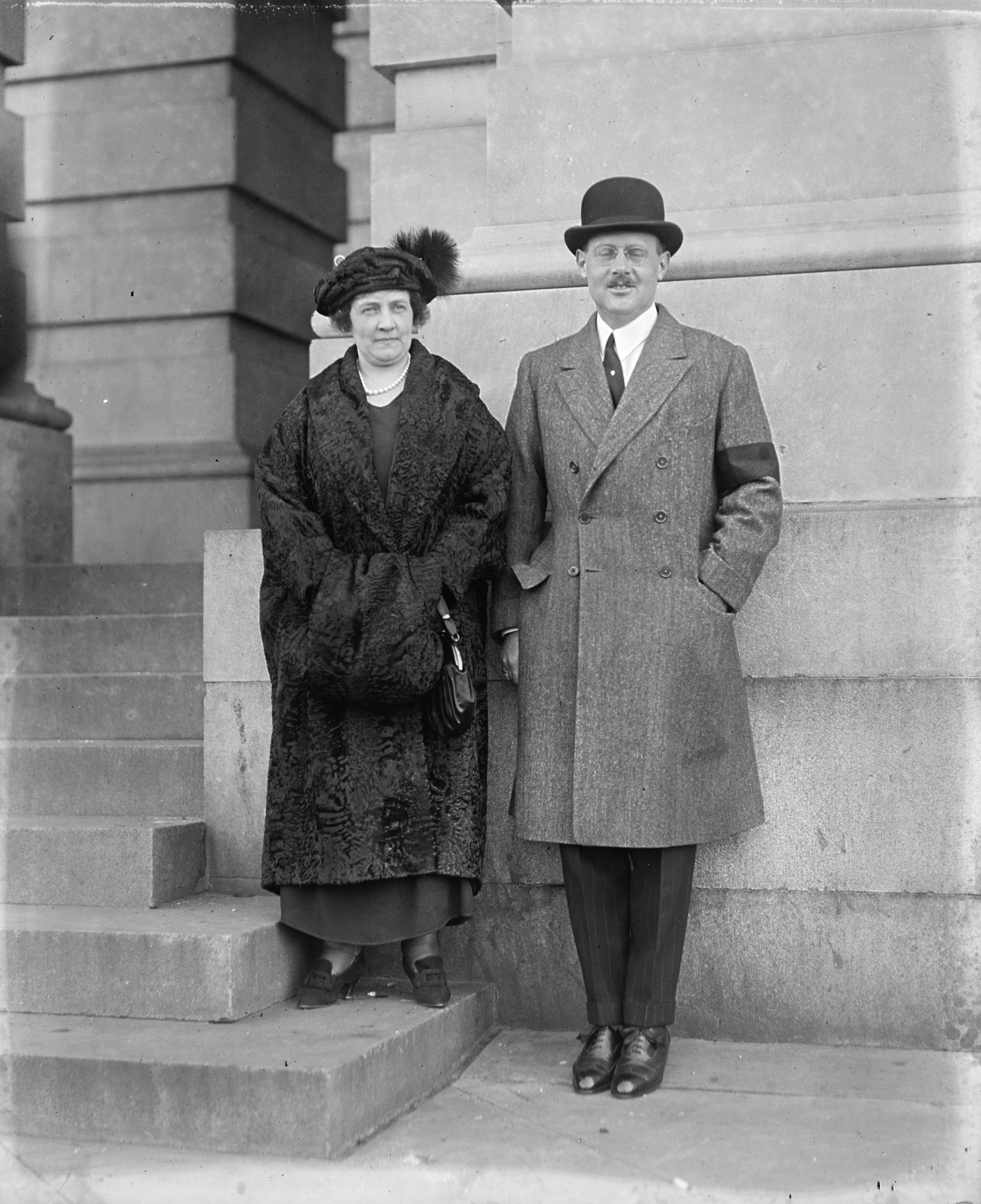
Nancy Leeds et son troisième époux, le prince Christophe de Grèce.

En 1911, le jeune garçon rejoint sa mère au Royaume-Uni, où il intègre le prestigieux collège d'Eton. Après le remariage de sa mère avec le prince Christophe de Grèce, en 1920, William B. Leeds Jr. part effectuer un tour du monde, qui le mène notamment à Sumatra, dans les Indes néerlandaises, où il manque de perdre un bras après s'être fait mordre par une araignée venimeuse. En 1921, il apprend que sa mère est gravement malade et se rend en urgence à Athènes pour la retrouver.
En Grèce, William B. Leeds Jr. fait la connaissance d'une nièce de son beau-père, la princesse Xenia Georgievna de Russie, qu'il épouse quelques mois après son retour en Europe, au grand dam de sa mère, qui trouve son fils et sa future belle-fille beaucoup trop jeunes. À l'époque, les deux jeunes gens ont en effet respectivement 19 et 17 ans.
Après leur mariage, William B. Leeds Jr. et son épouse partent vivre aux États-Unis. Installés à Oyster Bay, dans l'État de New York, ils partagent leur temps entre mondanités et voyages en bateau. En 1928, le couple est brièvement impliqué dans l'« affaire Anna Anderson », la princesse Xenia ayant reconnu dans l'aventurière polonaise sa cousine, la grande-duchesse Anastasia Nikolaïevna de Russie. Hébergée durant six mois chez le couple, la faussaire en est finalement chassée par William B. Leeds Jr.,.
En 1930, le couple divorce. Peu de temps après, William B. Leeds Jr. fait la connaissance d'Olive Hamilton, une ancienne opératrice téléphonique à qui il sauve la vie alors que son bateau vient de couler. Une idylle se développe entre eux et Leeds finit par l'épouser en 1936,.
Pendant la Seconde Guerre mondiale, William B. Leeds Jr. fait don de sa flotte de navires au gouvernement américain afin de soutenir l'effort de guerre. Il sert également comme garde-côte durant le conflit.
Diagnostiqué d'un cancer, William B. Leeds Jr. se suicide à l'âge de 69 ans, le 31 décembre 1971, dans sa résidence de Wintsberg Peak, sur l'île de Saint-Thomas, dans les îles Vierges américaines,.